# Jens Bojsen-Møller
Jens Bojsen-Møller (ur. 8 czerwca 1966 w Kopenhadze) – duński żeglarz sportowy, brązowy medalista olimpijski z Barcelony.
W 1992 zajął trzecie miejsce w klasie Latający Holender, pływał wspólnie z kuzynem Jørgenem Bojsenem-Møllerem. Brał również udział w igrzyskach cztery lata później. Był złotym medalistą mistrzostw świata w 1990 i 1993.